# قانون لوتکا

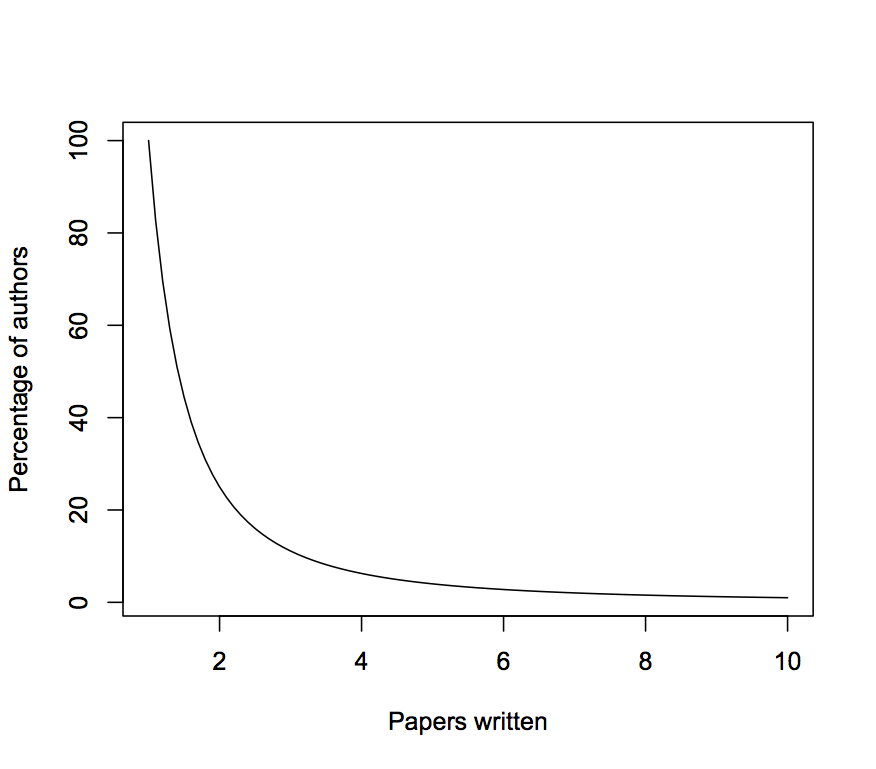
نمودار گرافیکی تابع لوتکا

قدیمی‌ترین قوانین علم‌سنجی، قانون لوتکا است که به بیان روابط میان نویسندگان و مقاله‌های آنان می‌پردازد.
قانون لوتکا که به قانون توان نیز مشهور است، بهره وری نویسندگان را برحسب انتشارات علمی شان مورد مطالعه قرار می‌دهد. و البته قانون لوتکا نسسبت به قانون زیپف که تنها مشخصه‌های مربوط به متن مدارک را بررسی می‌کند، به افکار علم سنجی که بعدها ظاهر شد، نزدیک تر است.
بعبارتی دیگر در زمانی که قانون لوتکا معرفی شد، هنوز واژهٔ علم سنجی مطرح نشده بود. و در نتیجه لوتکا نیز بدون توجه به اهداف سیاست علم و با رویکرد کتاب سنجی، قانون خود را ارائه داد. باوجود این، قانون لوتکا بعدها سرمنشا مطالعاتی گسترده در زمینهٔ بهره وری علمی در حوزهٔ علم سنجی قرار گرفت.
یکی از تفاوت‌های قانون لوتکا با قانون پائو در نحوهٔ محاسبه تعداد نویسندگان است. چرا که لوتکا در شمارش نویسندگان، فقط نویسندگان اول مقاله‌ها را در نظر می‌گرفت. در حالی که پائو همهٔ نویسندگان یک مقاله را می شمارد.